# Gaberke
Gaberke és una petita localitat prop de Velenje, a Eslovènia, amb una població que no arriba als 850 habitants.
El poble té diverses associacions, a través de les quals es fan moltes activitats. Una d'elles és el departament del Foc.